# W żłobie leży

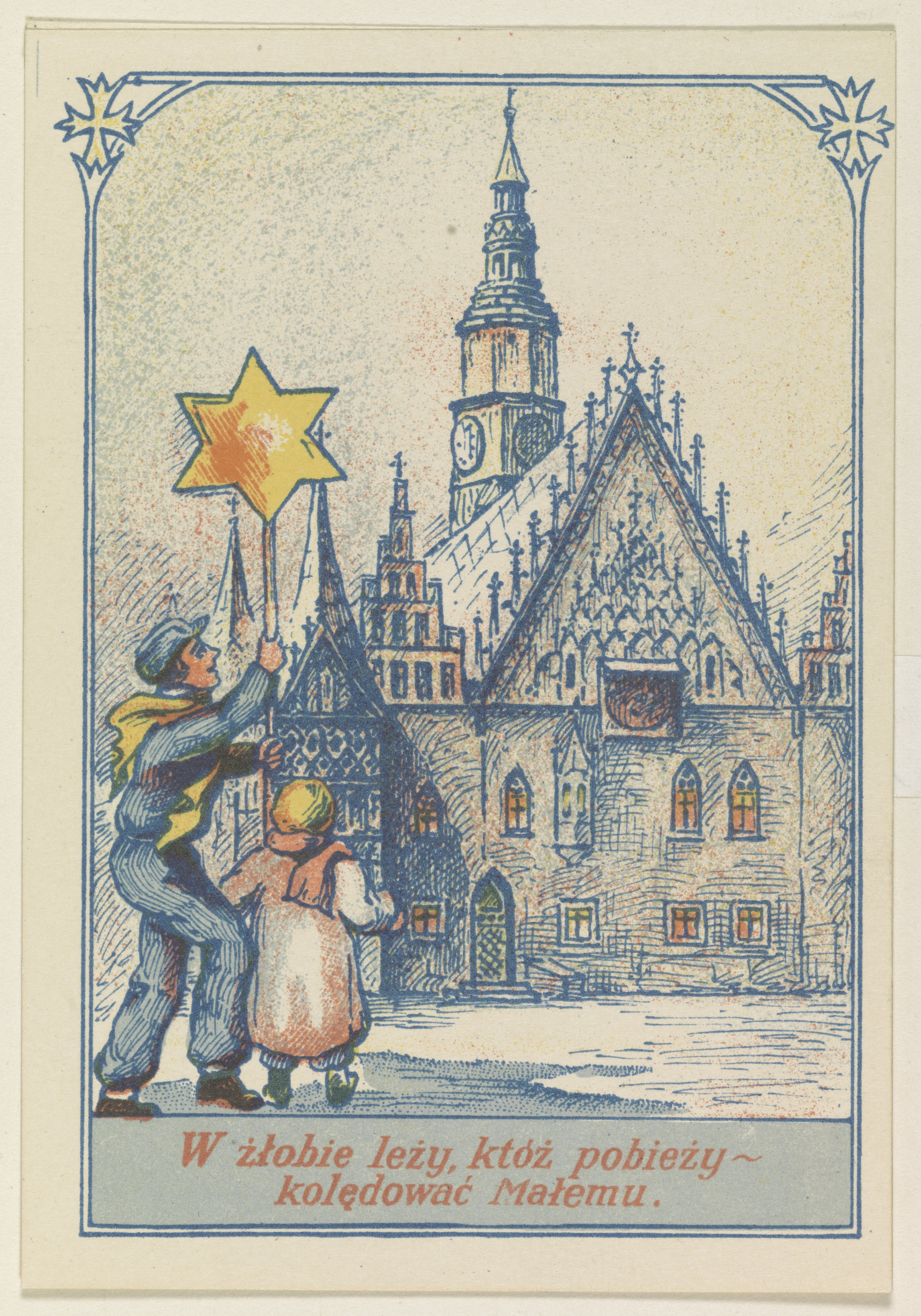
Pocztówka z fragmentem tekstu kolędy

W żłobie leży – jedna z polskich kolęd, powstała w XVII lub XVIII wieku.
Według historiograficznych źródeł jezuickich kolęda jest przypisywana słynnemu kaznodziei królewskiemu, Piotrowi Skardze. Tadeusz Skoczek, bez wskazania źródeł, podaje, że melodia kolędy oparta jest na polonezie koronacyjnym Władysława IV Wazy.

## Opracowanie treści
Kolęda składa się z czterech strof, wraz z osobnymi refrenami. Pierwsza strofa jest pytaniem o to, kto przyjdzie do leżącego w żłobie Jezusa Chrystusa, w refrenie natomiast podmiot liryczny przyzywa pasterzy, by przyszli i przygrywali Panu naszemu. Druga strofa z refrenem to zapowiedź podążenia za pasterzami wszystkich ludzi, którzy również chcą pocieszyć płaczącego Jezusa. W trzeciej zwrotce, ośmieleni obecnością aniołów, wszyscy ludzie będący u żłóbka mogą wysławiać Boga narodzonego w postaci Dziecięcia. W czwartej strofie witamy się z Jezusem i wierzymy, że dzięki naszej miłości przyszedł na świat w ubogiej stajni.

## Zapis nutowy
Źródło: Najstarsze polskie kolędy z nutami. 1940, s. 11. OCLC 9802456173.